# Jean-Baptiste Mondino
Jean-Baptiste Mondino (* 21. července 1949 Aubervilliers, Francie) je současný francouzský portrétní a módní fotograf a režisér videoklipů.

## Dílo
Od 70. let spolupracoval s reklamní agenturou Publicis, pro které dělal reklamu, módní a portrétní snímky a videoklipy. Pracoval převážně pro módní návrháře a dámské časopisy. Jeho portréty jsou zároveň smyslné i „drzé“. Jeho díla jsou přehnaně komponované a hrané – připomínají políčko vytržené z filmu – divák si může sám domyslet jejich kontext.
Režíroval videoklipy pro Madonnu, Davida Bowie, Stinga, Björk, China Moses (dcera Dee Dee Bridgewatera), Les Rita Mitsouko, Tomem Waitsem, Alainem Bashungem a řadu dalších.
Na konci osmdesátých let společnost Bandits a společně s fotografem Gerardem Rufinem začal zhotovovat originální přebaly na CD. Fotografoval obaly alb pro Marianne Faithfull Before The Poison (2005) a Easy Come, Easy Go (2008), Hormonally Yours skupiny Shakespear's Sisters (1992) a je uměleckým direktorem pro speciální vydání DVD režisérky Anny Rohartové.

## Filmografie videoklipů

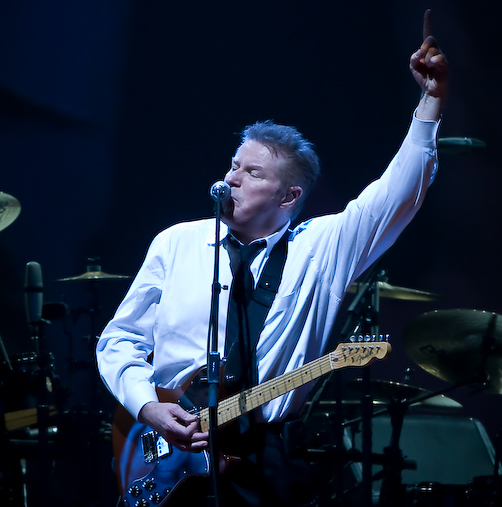
Don Henley

### 1981
- Rendez-vous au paradis – Alain Chamfort
- Little Darlin’ – Sheila

### 1983
- Cargo de Nuit – Axel Bauer
- Quelqu’un comme toi – Taxi Girl

### 1984
- The Boys of Summer – Don Henley
- Soleil, Soleil – Ahmed Fakroun
- Un autre Monde – Téléphone

### 1985
- Slave to Love – Bryan Ferry
- Downtown Train – Tom Waits
- Russians – Sting

### 1986
- Each Time You Break My Heart – Nick Kamen
- Open Your Heart – Madonna
- Wood Beez – Scritti Politti
- C'est Comme Ca – Les Rita Mitsouko

### 1987
- You Owe Me Some Kind of Love – Chris Isaak
- Never Let Me Down – David Bowie
- To Be Reborn – Boy George
- Mia Bocca – Jill Jones

### 1988
- Qu’est-ce que t’es belle – Catherine Ringer & Marc Lavoine (duet)
- I Wish U Heaven – Prince

### 1989
- Be – Lenny Kravitz
- Manchild – Neneh Cherry

### 1990

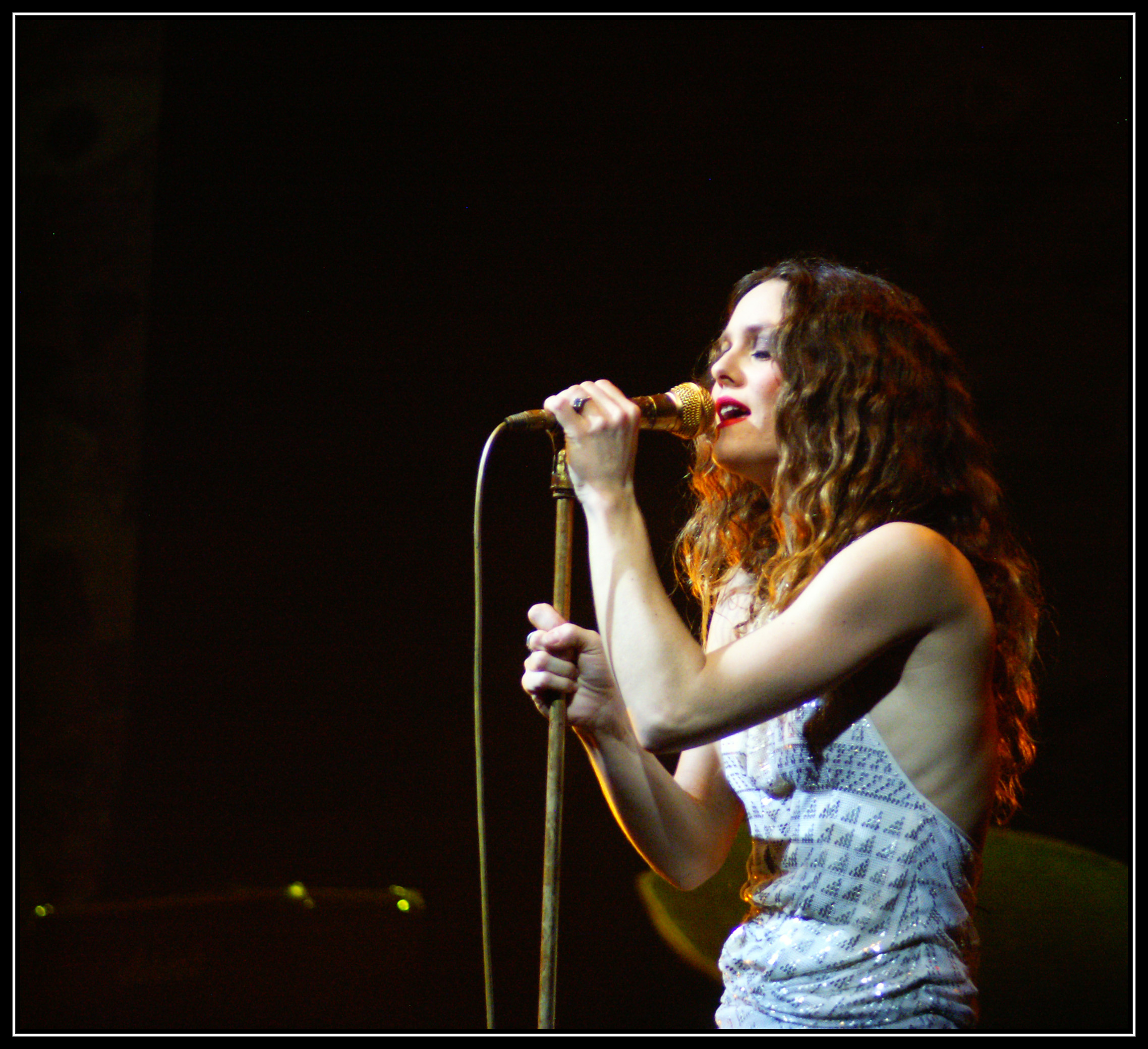
Vanessa Paradis

- I’ve Got You Under My Skin – Neneh Cherry
- Justify My Love – Madonna
- Tandem – Vanessa Paradis

### 1991
- Osez Joséphine – Alain Bashung

### 1992
- Volutes – Alain Bashung
- Born In The Other Side of Town – Jayne Muller
- How To Do That – Jean-Paul Gaultier
- Rhythm Is Love – Keziah Jones

### 1993
- L’ennemi dans la glace – Alain Chamfort
- Buddy X – Neneh Cherry
- Natural High – Vanessa Paradis

### 1994
- Ma Petite Entreprise – Alain Bashung
- Violently Happy – Björk
- If That’s Your Boyfriend (He Wasn’t Last Night) – Meshell Ndegeocello
- Les Amants – Les Rita Mitsouko
- Sequelles – MC Solaar

### 1995
- Human Nature – Madonna

### 1996

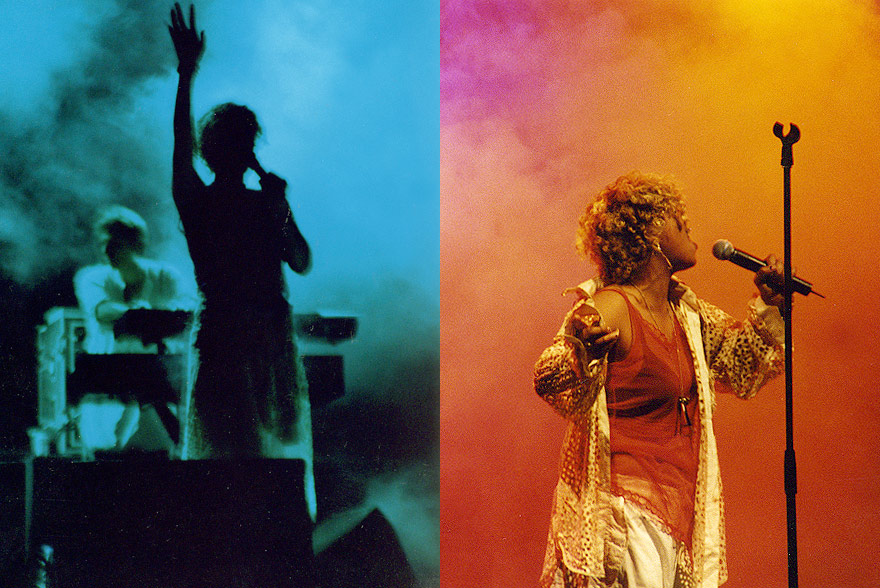
Neneh Cherry

- Love Don’t Live Here Anymore – Madonna
- Time – China Moses
- Kootchi – Neneh Cherry

### 1998
- Tout le monde – Zazie

### 2000
- Naive Song – Mirwais Ahmadzaï
- Don’t Tell Me – Madonna

### 2003
- Hollywood – Madonna

### 2007
- Sing Sing – Ultra Orange
- The Operation – Charlotte Gainsbourg

### 2008
- Beauty Mark – Charlotte Gainsbourg
- Dancin’ Till Dawn – Lenny Kravitz